# Vecchio dollaro taiwanese

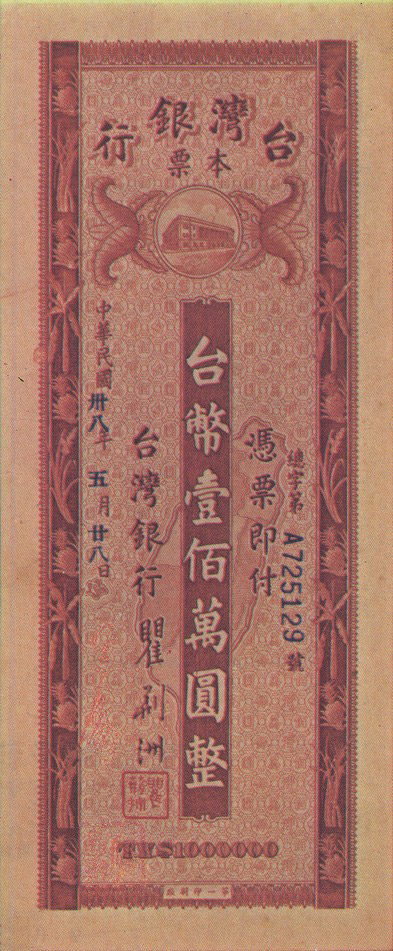
L'inflazione causate dalla guerra civile cinese spinse le autorità ad emettere assegni al portatore dal valore di un milione di dollari nel 1948.

Il vecchio dollaro taiwanese (舊臺幣 or 舊台幣), talvolta chiamato vecchio yuan taiwanese) fu la valuta usata a Taiwan, Repubblica di Cina (i territori controllati dai nazionalisti cinesi) dal 1946 al 1949. Era emesso dalla Bank of Taiwan.

## Storia del vecchio dollaro taiwanese
Prima del 1945 Taiwan era sotto la colonizzazione giapponese, come conseguenza del trattato di Shimonoseki del 1895. In questo periodo Taiwan usava lo Yen taiwanese.
Nel 1945, dopo la sconfitta del Giappone nella seconda guerra mondiale, Taiwan tornò alla Cina che in quel periodo era sotto il governo della Repubblica di Cina (RdC) (vedi status di Taiwan). In quell'anno il governo della Repubblica di Cina prese in carico il controllo della valuta dalla Bank of Taiwan ed emise il dollaro di Taiwan (noto anche come Taiwan Nationalist yuan) come sostituto "provvisorio" dello yen taiwanese con un cambio alla pari. Le nuove banconote furono inizialmente stampate a Shanghai e da lì spedite a Taipei. Negli anni successivi furono stampate direttamente a Taipei.
A causa dello scoppio della guerra civile cinese Taiwan, come anche la Cina continentale, soffrì di una fortissima inflazione alla fine degli anni 1940. Con il peggioramento dell'inflazione il governo emise tagli di valore sempre maggiore fino ad un milione di dollari. Poiché l'inflazione del vecchio dollaro taiwanese era un effetto collaterale dell'inflazione dello yuan d'oro e d'argento nella Cina continentale, di fatto la perdita di valore fu più lenta che nel continente.
Per porre un freno all'inflazione si decise di sostituirlo a partire dal 15 giugno 1949 con il nuovo dollaro taiwanese dal valore 40.000 volte superiore. Nello stesso anno i Nazionalisti della Repubblica di Cina furono sconfitti dai comunisti e si dovettero ritirare a Taiwan. In seguito l'inflazione si stabilizzò.

## Monete
Non furono coniate monete.

## Banconote
Le banconote del vecchio dollaro di Taiwan furono:
| Banconote di stile orizzontale          | Banconote di stile orizzontale | Banconote di stile orizzontale | Banconote di stile orizzontale                                  | Banconote di stile orizzontale       | Banconote di stile orizzontale | Banconote di stile orizzontale |
| Valore                                  | Dimensioni                     | Colore principale              | Descrizione                                                     | Descrizione                          | Data di                        | Data di                        |
| Valore                                  | Dimensioni                     | Colore principale              | Fronte                                                          | Verso                                | stampa                         | emissione                      |
| --------------------------------------- | ------------------------------ | ------------------------------ | --------------------------------------------------------------- | ------------------------------------ | ------------------------------ | ------------------------------ |
| 1 dollaro                               | 130 x 70 mm                    | Blu                            | Sun Yat-sen, Bank of Taiwan, carta di Taiwan                    | Battaglia navale contro gli olandesi | 1946                           | 22 maggio 1946                 |
| 5 dollari                               | 135 x 73 mm                    | Rosso                          | Sun Yat-sen, Bank of Taiwan, carta di Taiwan                    | Battaglia navale contro gli olandesi | 1946                           | 22 maggio 1946                 |
| 10 dollari                              | 141 x 77 mm                    | Verde-grigio                   | Sun Yat-sen, Bank of Taiwan, carta di Taiwan                    | Battaglia navale contro gli olandesi | 1946                           | 22 maggio 1946                 |
| 50 dollari                              | 144 x 77 mm                    | Marrone                        | Sun Yat-sen, Bank of Taiwan, carta di Taiwan                    | Battaglia navale contro gli olandesi | 1946                           | 1º settembre 1946              |
| 100 dollari                             | 154 x 82 mm                    | Verde                          | Sun Yat-sen, Bank of Taiwan, carta di Taiwan                    | Battaglia navale contro gli olandesi | 1946                           | 1º settembre 1946              |
| 500 dollari                             | 158 x 84 mm                    | Rosso                          | Sun Yat-sen, Bank of Taiwan, carta di Taiwan                    | Battaglia navale contro gli olandesi | 1946                           | 17 maggio 1948                 |
| 100 dollari                             | 154 x 81 mm                    | Verde                          | Sun Yat-sen, Bank of Taiwan, carta di Taiwan                    | Battaglia navale contro gli olandesi | 1947                           | 1º febbraio 1948               |
| 1000 dollari                            | 158 x 86 mm                    | Blu-grigio                     | Sun Yat-sen, Bank of Taiwan, carta di Taiwan                    | Battaglia navale contro gli olandesi | 1948                           | 17 maggio 1948                 |
| 1000 dollari                            | 158 x 86 mm                    | Blu-grigio                     | Sun Yat-sen, Bank of Taiwan, carta di Taiwan, Canna da zucchero | Battaglia navale contro gli olandesi | 1948                           | 17 agosto 1948                 |
| 10 000 dollari                          | 160 x 86 mm                    | Verde scuro                    | Sun Yat-sen, Bank of Taiwan, carta di Taiwan, Canna da zucchero | Battaglia navale contro gli olandesi | 1948                           | 11 dicembre 1948               |
| 10 000 dollari                          | 143 x 67 mm                    | Red                            | Sun Yat-sen, carta di Taiwan                                    | Bank of Taiwan                       | 1949                           | 17 maggio 1949                 |
| 100 000 dollari                         | 146 x 63 mm                    | Rosso                          | Sun Yat-sen, carta di Taiwan                                    | Bank of Taiwan                       | 1949                           | mai                            |
| Assegni al portatore di stile verticale |                                |                                |                                                                 |                                      |                                |                                |
| 5000 dollari                            | 60 x 147 mm                    | Arancione                      | Bank of Taiwan                                                  | Nessuno (uniface)                    | Nessuno                        | 3 maggio 1948                  |
| 10 000 dollari                          | 61 x 150 mm                    | Blu                            | Bank of Taiwan                                                  | Nessuno (uniface)                    | Nessuno                        | 1º giugno 1948                 |
| 100 000 dollari                         | 61 x 150 mm                    | Rosso                          | Bank of Taiwan                                                  | Nessuno (uniface)                    | Nessuno                        | 3 settembre 1948               |
| 1 000 000 dollars                       | 61 x 150 mm                    | Rosso-marrone                  | Bank of Taiwan                                                  | Nessuno (uniface)                    | Nessuno                        | dicembre, 1948                 |